# Maltas nationalvåben
Maltas våbenskjold blev indført d. 19. oktober 1988 efter at det nationale parti var kommet til magten. Det læner sig op ad våbenskjoldet fra 1964 og afløste dermed det meget moderne våbenskjold med malteser båden under solen, som var blevet indført i 1975. 
Våbenskjoldet viser et rød-hvidt delt skjold med en murkrone, som tegn på suverænitet. I det øverste venstre hjørne er st. Georg korset afbilledet, hvilket var en militær udmærkelse som hele den maltesiske befolkning modtog for deres tapperhed og mod under det italienske og tyske luftangreb under 2. verdenskrig fra den britiske kong Georg VI. Våbenskjoldet er omgivet af en oliven- og palmegren som tegn på freden. Grenene er bundet sammen af et skriftbånd, hvor der står Repubblika Ta' Malta maltesisk for Maltas republik. 
- Våbenskjoldet fra 1964 til 1975